# Mac-Mahon-System
Das Mac-Mahon-System – die Schreibweise im Deutschen ist uneinheitlich und umfasst Varianten wie McMahonsystem und weitere – ist eine Turnierform für Zweipersonenspiele. Es wird insbesondere beim Go und in jüngerer Zeit auch beim Shōgi eingesetzt.

## Grundprinzip
Ein in diesem Modus ausgetragenes Turnier besteht aus einer vorher festgelegten Anzahl von Runden. Die Teilnehmer nehmen grundsätzlich an allen Runden teil. Für jeden Teilnehmer wird eine Punktzahl geführt, die sich am Turnierbeginn nach der angegebenen Stärke des jeweiligen Teilnehmers richtet. In jeder Runde werden die einzelnen Begegnungen so ausgelost, dass möglichst Teilnehmer gleicher Punktzahl aufeinandertreffen. Die Punktzahl der Sieger erhöht sich jeweils um einen Punkt.
Das Gesamtergebnis des Turniers ergibt sich durch die Punktzahlen nach der letzten Runde.
Damit der Turniersieg unter den aussichtsreichen Spielern fair ausgespielt werden kann, werden die Punktzahlen beim Turnierbeginn nach oben durch einen Wert begrenzt („Mac-Mahon-Bar“), der gewährleistet, dass eine gewisse Anzahl von Teilnehmern an der Spitze mit gleicher Punktzahl startet.
Formal stellt dieses System eine Verallgemeinerung des Schweizer Systems dar, denn ein Turnier nach Schweizer System kann als Grenzfall eines Turniers nach Mac-Mahon-System verstanden werden, bei dem sämtliche Teilnehmer über dem Mac-Mahon-Bar starten.

## Feinheiten
Bei Punktegleichstand kommen verschiedene Zweitkriterien zum Einsatz, ähnlich der Feinwertungen für Schachturniere. Dies ist jeweils der Entscheidung der Turnierausrichter überlassen, da Mac-Mahon-System keinen vollständig definierten Algorithmus bezeichnet, sondern nur das Prinzip.
Das gilt auch für das Verfahren, nach dem die Paarungen ermittelt werden. Neben dem oben erläuterten Punktkriterium und der Forderung, dass während eines Turniers die Begegnung zwischen zwei bestimmten Spielern nicht ein zweites Mal stattfinden darf, gibt es diverse mögliche Soll-Bestimmungen, wie etwa ein möglichst ausgeglichenes Verhältnis von Spielen als Schwarz und als Weiß bei den einzelnen Spielern, das Vermeiden von Begegnungen von Spielern aus derselben Stadt (bei überregionalem Turnier), Kriterien für das Freilos bei ungerader Teilnehmerzahl und dergleichen, durch die die Rolle des Auslosungszufalls begrenzt wird.
Das Aussetzen in einer Runde (soweit erlaubt) und ein Unentschieden (Jigo, beim Go die Ausnahme) wird meist mit einem halben Mac-Mahon-Punkt berechnet.
Wenn durch die Konstellation der Punktestände (etwa bei besonders disparater Spielstärkenverteilung im Teilnehmerfeld) Paarungen unvermeidlich werden, bei denen der Punktestand der Gegner um zwei oder mehr Punkte voneinander abweicht, können auch Partien mit Vorgabe angesetzt werden. Die Vorgabe ist dann meist geringer, als es der Punktedifferenz entspräche (um 1 oder 2 reduzierte Vorgabe), um den Vorteil des besseren Spielers nicht vollständig aufzuheben.

## Voraussetzungen und Vorteile in Bezug auf Go
Der sinnvolle Einsatz dieses Systems setzt voraus, dass im Teilnehmerfeld unterschiedliche und im Voraus einigermaßen zuverlässig einschätzbare Spielstärken vorliegen. Auch sollten nur solche Teilnehmer unterhalb des Mac-Mahon-Bar zu liegen kommen, die nachvollziehbar ohnehin keine realistische Chance auf den Turniersieg hätten.
Bei Amateur-Goturnieren außerhalb Ostasiens (also in Ländern, in denen der Anteil der Go-Spieler an der Bevölkerung vergleichsweise gering ist) sind diese Voraussetzungen oft erfüllt. Es gibt mit den Kyū- bzw. Dan-Graden ein anerkanntes Maß der Spielstärke, und auf vielen Turnieren ist davon eine große Spannweite vom Anfänger bis zum Dan vertreten, sodass bei rein zufälliger Paarung erfahrungsgemäß die Gewinnchance des schwächeren Spielers in vielen Partien sehr gering wäre.
Unter diesen Bedingungen bietet das Mac-Mahon-Verfahren den Vorteil, dass es Begegnungen vermeidet, deren Ergebnis von vornherein so gut wie feststeht. Zu diesem Zweck gibt es im Go zwar auch die Möglichkeit, mit Vorgabesteinen zu spielen. Diese verändern jedoch das strategische Gepräge des Spieles und verringern die Chance für den stärksten Spieler, zum Turniersieger zu werden. Durch Mac Mahon werden Turniere zur guten Gelegenheit, sich in ausgeglichenen Partien mit gleichwertigen Gegnern zu messen.
Der Erfolg bei einem solchen Goturnier bemisst sich für die meisten Spieler nach dem Anteil gewonnener Partien. Dieser kann mit dem Erwartungswert verglichen werden, nach dem sich Siege und Niederlagen die Waage halten sollten. Im Vergleich zu rein zufälliger Auslosung der Gegner entfällt sowohl die Frustration von wenig erfahrenen Spielern, kaum ein Spiel gewinnen zu können, als auch der übermäßige Einfluss des Losglücks auf den Turniersieg.
Bei Mac-Mahon-Goturnieren werden die Anfangspunktzahlen üblicherweise so vergeben, dass ein Unterschied zwischen benachbarten Kyu- bzw. Dan-Graden einem Unterschied von einem Punkt entspricht. Dabei werden in Richtung der stärkeren Spieler mehr Punkte vergeben.
Daher ist es schwer, in allen oder auch nur fast allen Runden zu gewinnen, da man nach anfänglichen Siegen oft Gegnern zugelost wird, die einem – zumindest auf dem Papier – eindeutig überlegen sind. Ein solcher Erfolg kann als Zeichen dafür gewertet werden, dass die Stärke eines Spielers einen höheren Grad erreicht hat als den, mit dem er sich zum Turnier angemeldet hat. Entsprechendes gilt für Niederlagen. Mit dieser Erfolgsrückmeldung unterstützt das Mac-Mahon-System die Praxis der Selbsteinstufung im Go, wie sie in Deutschland üblich ist.

## Kritik
Die Kombination von Selbsteinstufung und Mac-Mahon-System wird von Kritikern aber auch als problematisch angesehen. Die Einstufung könne etwa aus Geltungsdrang besser als die objektive Spielstärke gewählt werden, oder aber schlechter, um gegen leichtere Gegner mehr Siege zu erringen. In beiden Fällen würde der Sinn des Mac-Mahon-Modus unterlaufen. Daher wird gelegentlich für Mac-Mahon-Turniere die Anfangseinstufung nach den unter Elo-Zahl beschriebenen Ranglistenpunkten propagiert.
Auch wird eine gewisse Kompliziertheit kritisiert, die sich in mangelnder Transparenz und in zusätzlichem Aufwand für die Veranstalter äußern könne. Die Ergebnisse einer Runde müssen im Allgemeinen vollständig vorliegen, bevor die nächste Runde ausgelost werden kann, was die Zeitplanung anfällig für Störungen macht.

## Geschichte
Das System ist nach dem Informatiker Lee E. McMahon benannt und geht auf ein internes Einstufungssystem im New Yorker Go-Klub zurück. Auf Turnieren wurde es ab 1971 in London verwendet. (Quelle: Sensei's Library, siehe Weblinks)
Seither hat es sich für Go-Turniere weit verbreitet und andere Turnierformen wie Gruppenturniere und das reine Schweizer System zurückgedrängt. In Deutschland werden die typischen offenen Wochenendturniere inzwischen weit überwiegend nach Mac-Mahon-System (meist mit fünf Runden) ausgetragen. Nach der Pokalordnung des Deutschen Go-Bundes ist es Voraussetzung für die Einbeziehung eines Turniers in den Deutschlandpokal-Wettbewerb.
Seit 2008 wird es in Deutschland auch häufig auf Shōgi-Turnieren verwendet, so beispielsweise beim World Open Shogi Championship 2011 in Ludwigshafen. Hier wird im Gegensatz zu Go jedoch nur mit bis zu fünf Mac-Mahon-Gruppen gearbeitet. Die Einteilung basiert hier fast ausschließlich auf dem ELO-System und umfasst mehrere Ränge pro Gruppe.